# Nathalia Ramos
Pour les articles homonymes, voir Ramos.
Nathalia Norah Ramos Cohen est une actrice et chanteuse pop hispano-américaine née le 3 juillet 1992 à Madrid.

## Biographie
Fille du chanteur Ivan et d'une mère juive australienne de Melbourne, sa famille a vécu en Australie et s'est installée à Miami aux États-Unis.
Nathalia est allée au collège Nautilus de Miami Beach et a brièvement fréquenté l'école secondaire au cours de sa première année. Elle a été élevée dans la religion juive de sa mère (sa mère est sépharade).
Elle joue le rôle de « l'Espoir Loblaw » dans Arrested Development. Elle a aussi joué Yasmin en 2007 dans Bratz: The Movie.
Elle réside à Miami Beach en Californie avec sa famille et ses amis. Elle révèle sur Twitter qu'elle ne sera pas de retour comme Nina Martin pour la saison 3, car elle a décidé de se concentrer sur ses études à l'USC.

## Filmographie

### Cinéma
- 2007 : Bratz : In-sé-pa-rables ! (Bratz) : Yasmine
- 2009 : 31 North 62 East : Rachel
- 2013 : Gallows Hill : Jill Reynolds
- 2015 : Seoul Searching : Monika[1]
- 2016 : Wildflower : Chloé

### Télévision
- 2005 : Arrested Development : Hope Loblaw
- 2008 : True Jackson : Dakota North
- 2011 : Shadows from the Sky : Kate
- 2011-2012 : Anubis : Nina Martin
- 2014 : Switched at Birth - 2 épisodes (saison 3) : Gretchen